# Мандич, Никола
Никола Мандич (хорв. Nikola Mandić; 20 января 1869, Травник, Боснийский вилайет, Османская империя — 7 июня 1945, Загреб, Федеральное государство Хорватия, Югославия) — хорватский политический деятель и юрист, последний премьер-министр Независимого государства Хорватия.

## Биография
Никола Мандич родился в боснийском городе Травник в 1869 году. Окончил гимназию в Сараево. В 1894 г. в Вене Мандич получил докторскую степень, затем работал адвокатом. В 1907 году являлся председателем Хорватской народной партии, от данной партии в 1907 году Никола Мандич был избран в боснийский парламент, а в 1911 г. стал председателем парламента. С 1914 года мэр Сараево. Мандич также являлся первым председателем центрального банка Хорватии и управлял филиалами сельскохозяйственного банка в Сараево.
В 1920 году избран национальным представителем в учредительное собрание Югославии, выступал против принятия Видовданской конституции.
В первые два года существования Независимого государства Хорватия Мандич не участвовал в политических делах страны, на тот момент являясь государственным секретарём в отставке, адвокатом и президентом Ассоциации адвокатов в Сараево. 2 сентября 1943 г. Анте Павелич назначил Мандича главой правительства, в данной должности он останется до самого конца существования НГХ, трижды меняя состав кабинета министров. По вступлении в должность, Мандич вступает в переговоры с представителями крестьянской партии (HSS), выступая с предложением создания коалиционного правительства с участием HSS против Августа Кошутича, возглавлявшего наднациональное (буржуазное) правительство усташей. Переговоры завершаются неудачей.
В мае 1945 Мандич уезжает в Австрию, где его арестовывают вместе с группой других высокопоставленных лиц НГХ. Мандич входил в состав 130 членов правительства Хорватии, захваченных британской военной полицией. Позже, 17 мая его вместе с остальными экстрадируют в Югославию. 6 июня военный трибунал приговаривает Николу Мандича к смертной казни. На следующий день приговор был приведён в исполнение.